# 10 Endrathukulla
10 Endrathukulla ou às vezes 10 Enradhukulla, é um filme indiano do gênero ação, dirigido por Vijay Milton. Lançado em 2015, foi protagonizado por Vikram e Samantha.